# Balneário Barra do Sul
Balneário Barra do Sul è un comune del Brasile nello Stato di Santa Catarina, parte della mesoregione del Norte Catarinense e della microregione di Joinville.